# NGC 234
NGC 234 é uma galáxia espiral barrada (SBc) localizada na direcção da constelação de Pisces. Possui uma declinação de +14° 20' 33" e uma ascensão recta de 0 horas, 43 minutos e 32,3 segundos.
A galáxia NGC 234 foi descoberta em 14 de Outubro de 1784 por William Herschel.